# Тейлор, Джон (мормон)
Джон Те́йлор (англ. John Taylor; 1 ноября 1808, Милнторп, Уэстморленд, Англия, Британская империя — 25 июля 1887, Кейсвилл, Территория Юта, США) — третий Пророк и Президент Церкви Иисуса Христа Святых последних дней.

## Биография
Первоначально обучился ремеслу плотника. В юности присоединился к методистам, где стал проповедником. В 1832 году Тейлор переехал в Канаду, где познакомился с Леонорой Кэнон, которая стала его женой. Вскоре они оба присоединились к вновь появившемуся движению и в 1836 году крестились в этой религиозной группе.
В 1837 году Тейлор с женой переехал в Фар-Уэст (штат Миссури). 19 декабря 1838 года он был посвящён в апостолы. Некоторое время трудился как миссионер в Англии и Ирландии. После возвращения в США Тейлор поселяется в мормонской колонии Наву, где служил членом городского совета, капелланом, редактором газеты и судьёй. В 1844 году находился вместе с Джозефом Смитом и его братом Хайрумом в тюрьме города Картиджа, когда толпа захватила здание и убила первого пророка мормонов. Сам Тейлор был тогда тяжело ранен.
В 1847 году он возглавлял одну из групп мормонов, которые переселялись на Запад в Юту. В 1849 году Тейлор получил американское гражданство, после чего вновь поехал заниматься миссионерской деятельностью в Европу. После возвращения в США служил в законодательном собрании Территории Юта, которое возглавлял с 1856 по 1876 год.
С 1875 года Джон Тейлор возглавлял кворум двенадцати апостолов, а после смерти в 1877 году Бригама Янга фактически стал главой мормонов. В 1880 году Тейлор стал третьим президентом Церкви Иисуса Христа святых последних дней, каковым и являлся до своей смерти от сердечной недостаточности в 1887 году.

## Личная жизнь
Тейлор следовал правилам мормонов о полигамии, был женат на семи женщинах и имел от браков с ними 34 потомка.